# 将心比心 (发展心理学)
将心比心（Mind-mindedness），或翻译为“关心心智”，或“心智敏感度”，是发展心理学中的一个概念。它指的是父母或照顾者对婴儿或幼儿的心理状态（如思想、感受、信念和意图）的关注和理解，以及与他们分享自己的心理状态的倾向。这种倾向表明父母把孩子视为有心智的个体，而不仅仅是有需要的实体。将心比心对于婴儿或幼儿的心理和社会发展有重要的影响。通过将心比心，父母可以帮助孩子调节和理解自己的情绪，培养孩子的自我意识和同理心，以及促进孩子的心理化能力（即理解自己和他人的心理状态如何影响行为的能力）。这些能力有助于孩子建立安全的依恋关系，提高社会适应能力和情绪智力，以及预防心理健康问题。

## 历史
“将心比心”这个术语是由心理学家伊丽莎白·梅因斯（Elizabeth Meins）和查尔斯·费尼霍（Charles Fernyhough）在重新思考母亲敏感性（maternal sensitivity）这一概念时创造的。“将心比心”的研究发现对于育儿实践有着重要的启示。

## 表现

### 将心比心的表现
将心比心可以通过父母的言语和非言语行为表现出来。例如，父母可以通过以下方式表现将心比心：
- 对孩子的情绪做出反应和镜像，例如说“你看起来很难过，是不是因为找不到你的玩具？”或者做出悲伤的表情。
- 对孩子的行为做出心理化的解释，例如说“你是不是想要那个球，所以你才哭？”或者说“你是不是觉得妈妈很好玩，所以你才笑？”
- 对孩子的心理状态提出问题或猜测，例如说“你觉得那是什么？”或者说“你是不是觉得爸爸很傻，所以你才取笑他？”
- 与孩子分享自己的心理状态，例如说“我很高兴你和我一起玩”或者说“我很生气你不听话”。
- 鼓励孩子表达自己的心理状态，例如说“你可以告诉我你在想什么”或者说“你的感受很重要”。[4]

### 缺乏将心比心的表现
缺乏将心比心的父母可能会忽视或误解孩子的心理状态，或者对孩子的心理状态表现出敌意或轻视。这可能会损害孩子的心理自我，导致孩子无法有效地调节和理解自己的情绪，以及与他人建立良好的关系。例如，缺乏将心比心的父母可能会：
- 对孩子的情绪做出无视或否定，例如说“你没有理由哭”或者说“你不是真的生气”。
- 对孩子的行为做出物理或行为的解释，例如说“你哭是因为你饿了”或者说“你笑是因为你看到了一个球”。
- 对孩子的心理状态提出命令或批评，例如说“你应该高兴”或者说“你不应该想那些事”。
- 与孩子分享自己的心理状态，但是以一种威胁或贬低的方式，例如说“我很失望你这样做”或者说“你让我很烦”。
- 抑制或惩罚孩子表达自己的心理状态，例如说“你不要再说话了”或者说“你要是再哭，我就打你”。[4]